# 蒙哥馬利鎮區 (新澤西州)
蒙哥馬利鎮區（英語：Montgomery Township）是位於美國新澤西州薩默塞特縣的一個鎮區。

## 地方資料
蒙哥馬利鎮區的面積為84.11平方千米，當中陸地面積為83.66平方千米，而水域面積為0.45平方千米。根據2020年美國人口普查的數據，當地共有人口23690人，而人口密度為每平方千米281.65人。